# 우메즈 히데유키
우메즈 히데유키(일본어: 梅津 秀行 うめづ ひでゆき[*], 1955년 7월 24일~2024년 5월 17일)는 일본의 성우이다. 아이치현 출생이다. 81프로듀스 소속으로 활동하였다.